# Ministère de la Culture (Brésil)
Pour les autres articles nationaux ou selon les autres juridictions, voir Ministère de la Culture.
Le ministère de la Culture (en portugais : Ministério da Cultura) (MinC) est un département du gouvernement brésilien.
Margareth Menezes est ministre dans le gouvernement Lula depuis le 1er janvier 2023.

## Histoire
Le ministère est créé le 15 mars 1985 par le président José Sarney, au moment où le pays retrouve la vie démocratique après plus de vingt ans de dictature militaire. De 1990 à 1992, le ministère est rétrogradé au rang de secrétariat sous la présidence de Fernando Collor. Le ministère disparaît le 1er janvier 2019 au début de la présidence de Jair Bolsonaro avant d'être recréé en 2023 par son successeur Lula.